# Biografielijst Dr

## Dr.
- Dr. Lektroluv (?), Belgisch dj; pseudoniem van Stefaan Vandenberghe
- Dr. Dre (1965), Amerikaans rapmusicus en muziekproducer (André Romelle Young)

## Dra
- Joost den Draaijer (1941-2025), Nederlands radio-dj en zakenman (Willem van Kooten)
- Maartje Draak (1907-1995), Nederlands hoogleraar in de Keltische taal- en letterkunde
- Frans Drabbe (1925-2011), Nederlands vakbondsbestuurder
- Katie 
Drabot (1997), Amerikaans zwemster
- Ioan Drăgan (1965-2012), Roemeens voetballer
- Duje Draganja (1983), Kroatisch zwemmer
- Bjørn Andor Drage (1959), Noors componist
- Stacy Dragila (1971), Amerikaans atlete
- Robby Dragman (1953), Surinaams politicus
- Franco Dragone (1952-2022), Belgisch regisseur en ondernemer
- Frits Dragstra (1927-2015), Nederlands politicus
- Tonke Dragt (1930-2024), Nederlands kinderboekenschrijfster
- Wiebe Draijer (1924-2007), Nederlands werktuigbouwkundige en politicus
- Drake (1986), Canadees rapper en acteur
- Betsy Drake (1923-2015), Amerikaans actrice
- David Drake (1945-2023), Amerikaans schrijver
- Sir Francis Drake (1540-1596), Engels kaper, viceadmiraal en ontdekkingsreiziger
- Frank Drake (1930-2022), Amerikaans astronoom en astrofysicus
- Nick Drake (1948-1974), Brits zanger en tekstschrijver
- János Drapál (1948-1985), Hongaars motorcoureur
- Charles Stark Draper (1901-1987), Amerikaans wetenschapper, technicus en uitvinder
- Dušan Drašković (1939), Montenegrijns voetballer en voetbalcoach
- Dirk Draulans (1956), Belgisch bioloog, journalist en schrijver
- Hugo Draulans (1934-2022), Belgisch politicus
- Paul Drayton (1939-2010), Amerikaans atleet
- Dejan Dražić (1995), Servisch voetballer

## Drc
- Mojca Drčar Murko (1942), Sloveens politica

## Dre
- Ralf Drecoll (1944), Duits atleet

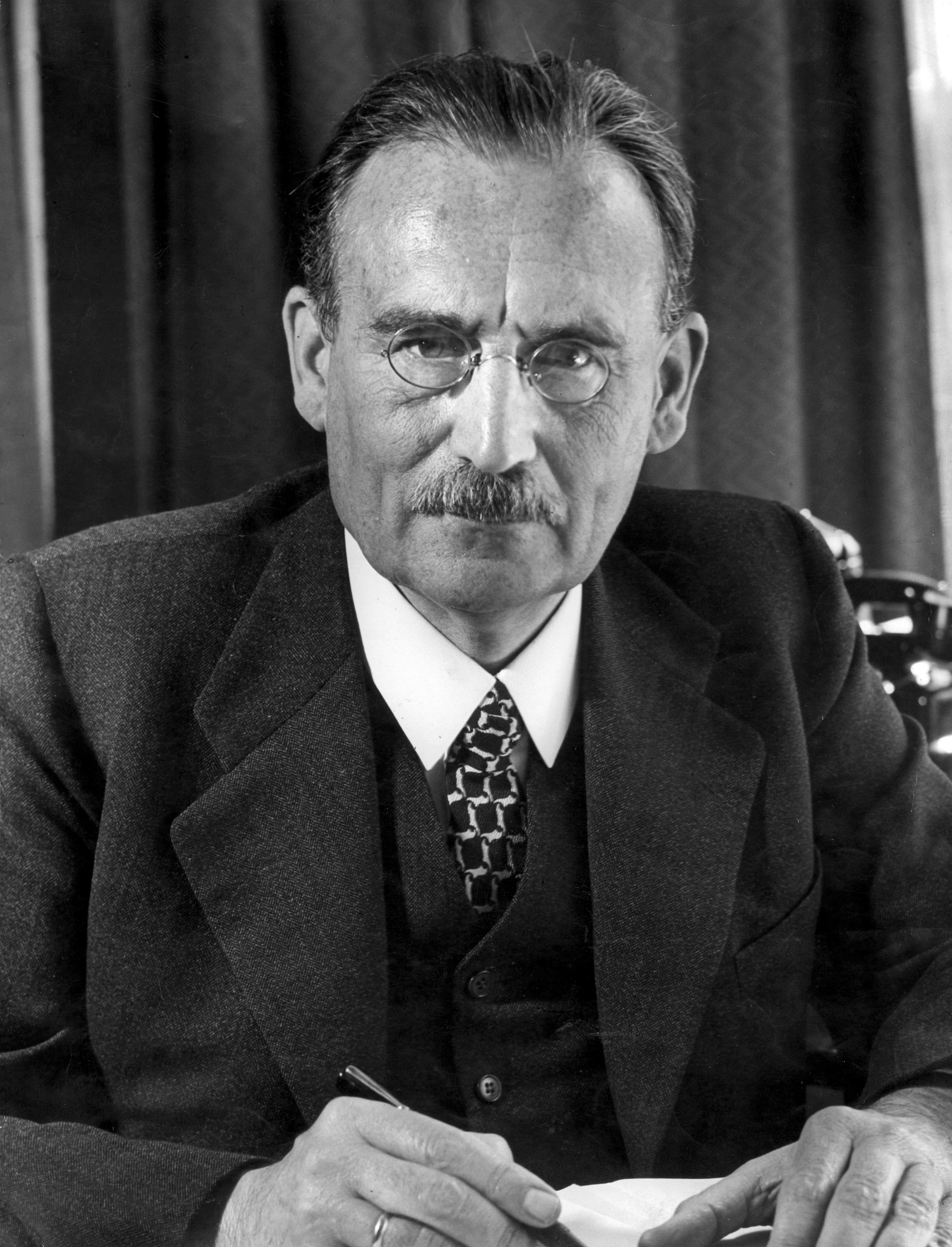
Willem Drees sr.

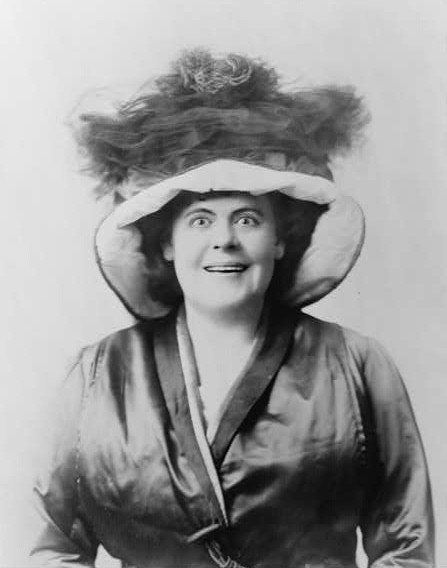
Marie Dressler

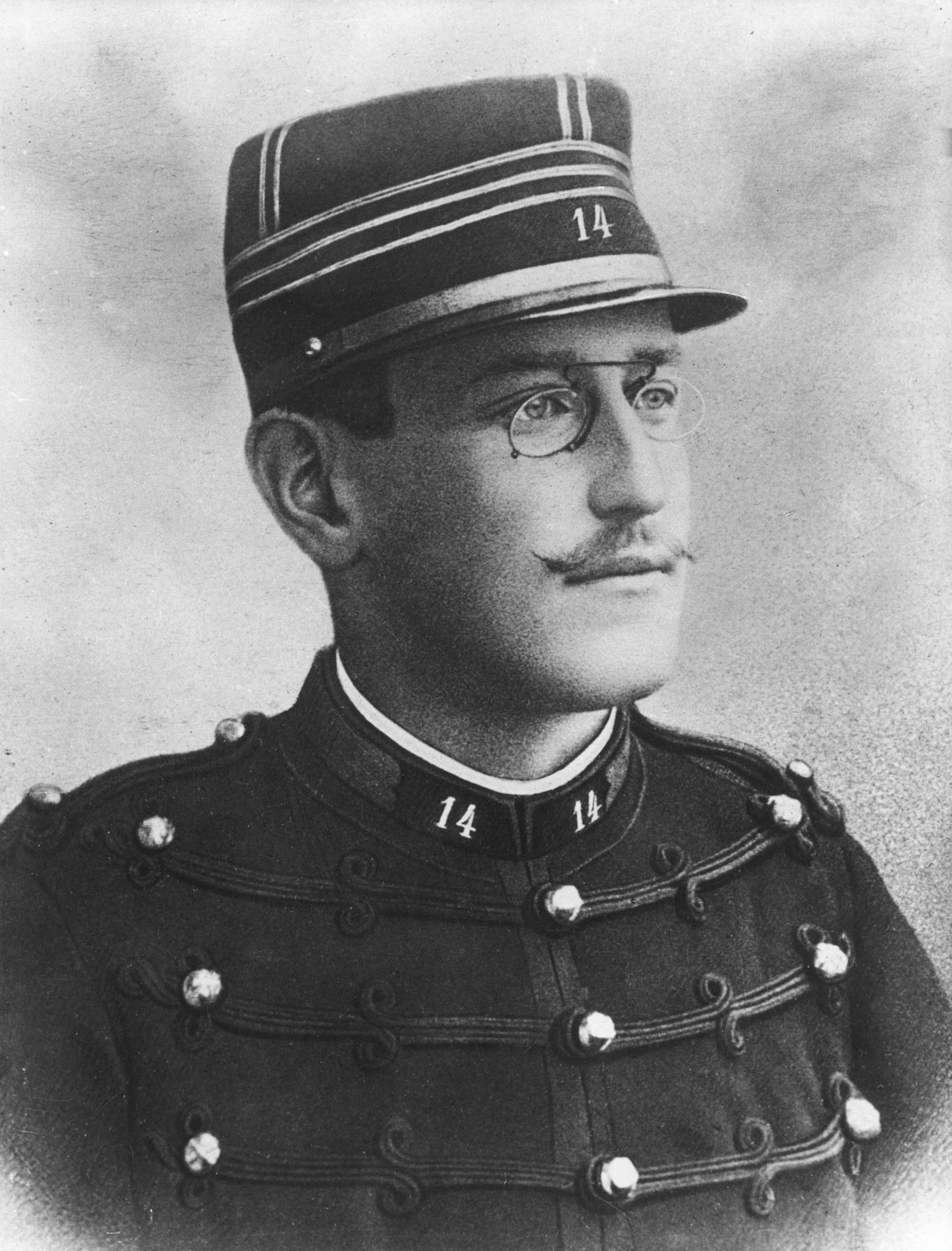
Alfred Dreyfus

- Willem Drees (1886-1988), Nederlands premier (1948-1958)
- Willem Drees jr. (1922-1998), Nederlands politicus
- Jaak Dreesen (1934-2022), Vlaams journalist en schrijver van jeugdboeken
- Dion Dreesens (1993), Nederlands zwemmer
- Anton Dreesmann (1854-1934), Nederlands ondernemer
- Anton Dreesmann (1923-2000), Nederlands ondernemer
- Cécile Dreesmann (1920-1994), Nederlands textielkunstenaar
- Ton Dreesmann (1935-2004), Nederlands ondernemer
- André Drege (1999-2024), Noors wielrenner
- Claudia Dreher (1971), Duits atlete
- Joachim Dreifke (1952), Duits roeier
- Daumants Dreiškens (1984), Lets bobsleeër
- Aleksej Drejev (1969), Russisch schaker
- Wolfgang Dremmler (1954), Duits voetballer
- Raphaël Drent (1967), Nederlands fotograaf
- Rudi Drent (1937-2008), Nederlands ecoloog en ornitholoog
- Eugène Drenthe (1925-2009), Surinaams toneelschrijver en dichter
- Royston Drenthe (1987), Nederlands voetballer
- Engelbert Drerup (1871-1942), hoogleraar en rector van de Universiteit Nijmegen
- Gilbert Dresch (1954), Luxemburgs voetballer
- Fran Drescher (1957), Joods-Amerikaans actrice en comediante
- Sem Dresden (1881-1957), Nederlands componist en dirigent
- Sem Dresden (1914-2002), Nederlands essayist en wetenschapper
- Adrianus Johannes Dresmé (1876-1961), Nederlands beeldhouwer
- Albert Dresmé (1915-2003), Nederlands beeldhouwer en medailleur
- Caeleb Dressel (1996), Amerikaans zwemmer
- Mary Dresselhuys (1907-2004), Nederlands actrice en comédienne
- Thomas Dreßen (1993), Duits alpineskiër
- Frank Dressler (1976), Duits wielrenner
- Marie Dressler (1868-1934), Canadees actrice
- Dick Dreux (1913-1978), Nederlands schrijver
- Ana Drev (1985), Sloveens alpineskiester
- Dana van Dreven (1974), Nederlands dj
- Amanda Drew (1969), Britse actrice
- Malaya Rivera Drew, (1985) Amerikaans actrice
- Ronnie Drew (1934-2008), Iers zanger en gitarist
- Alfred Dreyfus (1859-1935), Joods-Frans militair en antisemitismeslachtoffer

## Dri
- Stéphane Dri, Franse technodj
- Emile Driant (1855-1916), Frans militair
- Nick Driebergen (1987), Nederlands zwemmer
- Kees Driehuis (1951-2019) Nederlands journalist en televisiepresentator
- Jacques Drielsma (1886-1975) Surinaams jurist en politicus
- Egbert van Drielst (1745-1818), Nederlands kunstschilder
- George van Driem (1957), Nederlands taalkundige
- Hein Driessen (1932-2025), Duits kunstenaar
- Leo Driessen (1955), Nederlands sportverslaggever en tekstschrijver
- Raymond Driessen (1928), Belgisch atleet
- Lomme Driessens (1912-2006), Belgisch wielrenner en ploegleider
- Carel van den Driest (1947-2023), Nederlands bestuurder
- Roelof van Driesten (1944-2022), Nederlands dirigent en violist
- Pierre Drieu La Rochelle (1893-1945), Frans schrijver
- Job Drijber (1924-2016), Nederlands burgemeester en jurist
- Jan Drijver (1886-1963), Nederlands ornitholoog en natuurbeschermer
- Corstiaan van Drimmelen (1860-1935), Nederlands bestuurder in Suriname
- Robert Drinan (1920-2007), Amerikaans rechtsgeleerde, predikant, politicus en mensenrechtenactivist
- Coen Drion (1956), Nederlands advocaat
- Hamza Driouch (1994), Qatarees atleet
- John Driscoll (1981), Amerikaans acteur
- Adam Driver (1983), Amerikaans acteur

## Drm
- Josip Drmić (1992), Kroatisch-Zwitsers voetballer

## Drn
- Janez Drnovšek (1950-2008), Sloveens politicus

## Dro
- Jaroslav Drobný (1921-2001), Tsjechisch, Egyptisch en Brits ijshockeyer en tennisser
- Didier Drogba (1978), Ivoriaans voetballer
- Michaël Van Droogenbroeck (1978), Belgisch journalist en verslaggever
- Gert-Jan Dröge (1943-2007), Nederlands tv-presentator, programmamaker, journalist, acteur en schrijver
- Franziska Drohsel (1980), Duits politica
- Lee Drollinger (1927-2006), Amerikaans autocoureur
- Dronavalli Harika (1991), Indiaas schaakster
- Cees van Drongelen (1936-2021), Nederlands presentator
- Karel Dronkert (1907-1977), Nederlands predikant en theoloog
- Bart FM Droog (1966), Nederlands dichter
- Eduard Droogleever Fortuijn (1914-1996), Nederlands advocaat
- Leen Droppert (1930-2022), Nederlands beeldhouwer, schilder, graficus en mozaïekkunstenaar
- Oscar Dros (1963), Nederlands politiebestuurder
- Johannes Drost (1880-1954), Nederlands zwemmer
- Klaas Drost (1953), Nederlands voetballer
- Johannes Droste (1886-1963), Nederlandse wiskundige en theoretisch fysicus
- Monica Droste (1958-1998), Belgisch kunstenaar
- Wout Droste (1989), Nederlands voetballer
- Annette von Droste-Hülshoff (1797-1848), Duitse dichteres
- Derek Drouin (1990), Canadees atleet
- Stanisław Dróżdż (1939-2009), Pools dichter en kunstenaar

## Dru
- Hendrik Lodewijk Drucker (1857-1917), Nederlands politicus
- Jempy Drucker (1986), Luxemburgs veldrijder
- Leon Drucker (1961), Amerikaans bassist
- Peter Ferdinand Drucker (1909-2005), Amerikaans schrijver, hoogleraar en consultant
- Wilhelmina Drucker (1847-1925), Nederlands politicus en feministe
- Mattia Drudi (1998), Italiaans autocoureur
- Felipe Drugovich (2000), Braziliaans autocoureur
- Jaap Drukker (1881-1944), Nederlands koopman en biljarter
- Sam Drukker (1957), Nederlands kunstschilder en tekenaar
- Alice Drummond (1928), Amerikaans actrice
- Bill Drummond (1953), Schotse muzikant en kunstenaar
- Eric Drummond (1876-1951), Brits diplomaat
- Jon Drummond (1968), Amerikaans atleet
- Stuart Drummond, burgemeester van Hartlepool en mascotte van Hartlepool United FC
- Tim Drummond (1940), Amerikaans bassist
- Maurice Druon (1918-2009), Frans schrijver
- Rob Druppers (1962), Nederlands atleet
- Wilhelmina Drupsteen (1880-1966), Nederlands kunstenaar en illustrator
- Kevin Drury (1988), Canadees freestyleskiër
- Guy Drut (1950), Frans atleet en politicus
- Kelly Druyts (1989), Belgisch wielrenster
- Natalia Druyts (1980), Belgisch zangeres
- Truus Druyts (1970), Vlaams actrice en presentatrice

## Dry

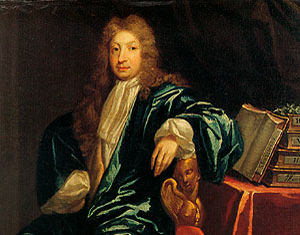
John Dryden

- John Dryden (1631-1700), Brits schrijver
- Mahe Drysdale (1978), Nieuw-Zeelands roeier